# HD 146145
HD 146145，又名CP-52 9469，SAO 243544、HR 6059，是一颗恒星，视星等为6.33，位于銀經330.98，銀緯-1.81，其B1900.0坐标为赤經16h 9m 35.8s，赤緯-52° -1.81′ 7″。